# Christopher Landon
Christopher Beau Landon (Los Angeles, 27 febbraio 1975) è uno sceneggiatore e regista statunitense.

## Biografia
Ripercorrendo le orme del padre Michael nel cinema, ha studiato sceneggiatura alla Loyola Marymount University per tre anni, ma ha abbandonato gli studi quando il regista Larry Clark, dopo aver letto una delle sue produzioni, gli ha offerto di scrivere la sceneggiatura di Un altro giorno in paradiso (1998), in collaborazione con Stephen Chin. L'anno seguente, Landon ha dichiarato la propria omosessualità in un'intervista sulla rivista The Advocate, con posizioni critiche rispetto all'omofobia dell'industria del cinema hollywoodiana. All'apice del successo, si trasferì quindi da Los Angeles ad Austin, in Texas. La maggior parte delle sue sceneggiature affrontano tematiche omosessuali, tra cui $30, un cortometraggio incluso nella raccolta Boys Life 3, e una spec script sulla relazione tra un gay ed un uomo eterosessuale.
Successivamente ha scritto la sceneggiatura dei film del 2007 Blood and Chocolate, Identikit di un delitto (The Flock) e di Disturbia. Quest'ultimo, in particolare, nato da una spec script proposta alla Montecito Pictures e successivamente alla DreamWorks, ha raggiunto e mantenuto per tre settimane la prima posizione nella classifica cinematografica statunitense, portando ad un guadagno di 60 milioni di dollari. Ha scritto alcune sceneggiature per la serie televisiva Dirty Sexy Money (2007) - la sua prima esperienza con la televisione - e scritto e diretto il thriller Burning Palms (2010). Ha partecipato quindi alla sceneggiatura dei film Paranormal Activity 2 (2010), Paranormal Activity 3 (2011) e Paranormal Activity 4 (2012). Nel 2014 dirige uno spin-off della serie Paranormal Activity, intitolato Il segnato (Paranormal Activity: The Marked Ones). Nel 2017 ottiene un discreto successo grazie alla regia del film Auguri per la tua morte e del suo sequel del 2019 Ancora auguri per la tua morte. 
Christopher ha una sorellastra, Cheryl Ann Pontrelli, nata nel 1953 dal primo matrimonio della mamma Marjorie Lynn Noe. La mamma, con il padre Michael Landon, ha avuto: Leslie Landon, Michael Landon Jr. e Shawna Leigh, nata nel 1971.

## Filmografia parziale

### Regista
- Only Child – cortometraggio (1996)
- Making the Video – documentario (1999)
- Burning Palms (2010)
- Il segnato (Paranormal Activity: The Marked Ones) (2014)
- Manuale scout per l'apocalisse zombie (Scouts Guide to the Zombie Apocalypse) (2015)
- Auguri per la tua morte (Happy Death Day) (2017)
- Ancora auguri per la tua morte (Happy Death Day 2U) (2019)
- Freaky (2020)
- Un fantasma in casa (We Have a Ghost) (2023)
- Drop - Accetta o rifiuta (Drop) (2025)

### Sceneggiatore
- Un altro giorno in paradiso (Another Day in Paradise), regia di Larry Clark (1998)
- $30, regia di Gregory Cooke – cortometraggio (1999)
- Blood and Chocolate (Blood and Chocolate), regia di Katja von Garnier (2007)
- Disturbia, regia di D.J. Caruso (2007)
- Dirty Sexy Money – serie TV, episodi 1x04, 2x10 (2007-2009)
- Burning Palms, regia di Christopher Landon (2010)
- Paranormal Activity 2, regia di Tod Williams (2010)
- Paranormal Activity 3, regia di Henry Joost e Ariel Schulman (2011)
- Paranormal Activity 4, regia di Henry Joost e Ariel Schulman (2012)
- Il segnato (Paranormal Activity: The Marked Ones), regia di Christopher Landon (2014)
- Manuale scout per l'apocalisse zombie (Scouts Guide to the Zombie Apocalypse), regia di Christopher Landon (2015)
- Viral, regia di Henry Joost e Ariel Schulman (2016)
- Auguri per la tua morte (Happy Death Day), regia di Christopher Landon (2017)
- Ancora auguri per la tua morte (Happy Death Day 2U), regia di Christopher Landon (2019)
- Freaky, regia di Christoper Landon (2020)
- Paranormal Activity - Parente prossimo (Paranormal Activity: Next of Kin), regia di William Eubank (2021)